# リュート
リュート（英: Lute：ルートゥ、伊: Liuto：リウト、仏: Luth：ルュト、独: Laute：ラウテ）はネックと深く丸いような背面で中空の空洞の筐体を持つ弦楽器で、通常はボディにサウンドホールや開口部がある。弦楽器には、フレットが付いているものと付いていないものがある。
より具体的には、「リュート」という言葉は、ヨーロッパのリュート族の楽器を意味する。また、一般的には、弦が音台に平行な面に張られている弦楽器を指する（Hornbostel-Sachsシステムの場合）。
弦はネックの端にあるペグやポストに取り付けられており、演奏前に弦の張力を強くしたり、緩めたり（それぞれ弦のピッチを上げたり下げたり）するための何らかの回転機構を備えており、各弦が特定のピッチ（音）に調律されている。リュートは、片手で弾いたり叩いたりしながら、もう片方の手でネックの指板に張られた弦を「フレット」（押さえる）する。弦を指板のさまざまな場所で押さえることで、振動している弦の部分を短くしたり、長くしたりして、高い音や低い音を出すことができる。
ヨーロッパのリュートと、現代の近東のウード（アラビア語）および中国や日本の琵琶と近縁の楽器であり、いずれも中央アジアの「バルバット」（ペルシア語: بربات barbat）を祖先とする楽器であると考えられている。リュートは、楽器ウードに定冠詞を付けた "al‘ud" （アル・ウード）という言葉から、最初のアが取れてできた言葉であり、歴史学者の伊東俊太郎は「明らかにスペイン経由イスラーム起源のものである」と述べている。イスラーム世界の愛の歌はウードの演奏に合わせて歌われ、プロヴァンスのトルバドゥール（吟遊詩人）もリュートの演奏に合わせて歌った。
リュートは、中世からバロック後期までの様々な器楽に用いられ、ルネサンス期には世俗音楽の最も重要な楽器となった。 バロック音楽の時代には、リュートは通奏低音の伴奏部分を演奏する楽器の一つとして用いられた。また、声楽作品の伴奏楽器としても使われている。伴奏はコントラバスパートをベースに和音で即興的に演奏するか、譜面に書かれた伴奏を演奏する。リュートは小さな楽器であるため、比較的静かな音が出る。リュートを演奏する人を「ルテニスト」「ルタニスト」「ルーティスト」と呼び、リュート（または類似の弦楽器、ヴァイオリン系の楽器）を製作する人を「ルシアー」と呼ぶ。

## 構造

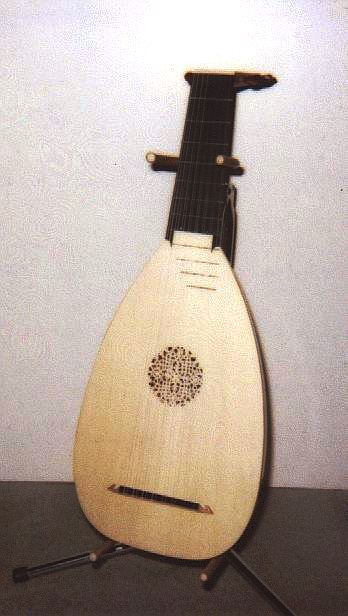
ルネサンス期の8コーステナーリュート（レプリカ）

今日リュートと呼ばれる楽器の構造上の特徴は、ルネサンス期に作られたいわゆるルネサンスリュートで代表することができる。それ以後のリュート族の楽器はルネサンスリュートを改良・改造したものであるので、ルネサンスリュートと多くの特徴を共有している。ルネサンスリュートの構造の概要は以下の通りである。
材質は通常木製である。ボディーは、「洋梨を半分に切ったような」形状と表現されることが多く、背面が丸く湾曲しているのが特徴。前面の表面板はクラシックギターのそれ（2.5mm前後）よりかなり薄い（1.5mm前後）ものが多い。表面板にはギターのサウンドホールに相当する穴があるが、これはギターのようにただぽっかりと空いているのではなく、通常唐草模様や幾何学模様などの図案が表面板に透かし彫りされており、これをローズ（rose、「バラ」の意）あるいはロゼッタ（rosetta）と呼ぶ。中世からルネサンス初期のものにはローズが表面板とは別にはめ込まれているものもあり、大型の楽器では複数のローズをもつこともある。背面はリブ（ribs、「肋骨」の意）と呼ばれる両端が細くなった形の湾曲させた薄い木片を並べて組み立てられており、これにより深く丸まった独特の形を形成している。リブはバナナの皮をむいたときのような形でもあり、リブの組み立ては地球儀をつくるときの原理と似ている。楽器の強度を高めるために、表面板の裏には力木（bracing）と呼ばれる桟が貼ってあるが、中空になったリブの内面には力木はない。このような構造のため、リュートは大きさの割には軽い楽器であるといえる。
ネックは軽い木で作られるが、弦の下の指板（フィンガーボード）にはエボニー（黒檀）などの耐久性の高い堅い板が付けられている。指板はルネサンス期までは平坦で、以後はカーブのあるものが増える。現代のギターなどとは異なり指板の表面は胴体の表面版と同じ高さである。指板には通常ガットを巻き付けたフレットがあり、高音域には木製などのフレットが表面板に直接貼り付けられている。ルネサンスリュートはヘッド（ネックの先端にある、ペグを固定する台座）が後部にほとんど直角に折れ曲がっていて、これはおそらくナット（ネック側で弦の振動を止める部分、ネックの折れ曲がる部分に位置する）にテンションの低い弦を密着させるための工夫と思われる。ペグは木製のシンプルなもので、テーパーがかかっており、先端がペグボックスの穴に差しこまれているだけで、ギアなどのほかのチューニングのための仕組みはない。ナットやブリッジは硬質の木材、時には象牙や骨で作られており、ブリッジはギター同様表面板に直接取り付けられている。
リュートの弦はコースに従って配置されている。コースには通常高音側から順番に番号を振る。リュートは1つのコースに2つの弦をもつ（複弦）が、第1コースだけは単弦になっており、これは旋律弦（chanterelle、フランス語で「歌手」の意）と呼ばれる（バロックリュートではしばしば第2コースも単弦であった）。第2コース以下では複弦はユニゾンまたはオクターヴで調律された。8コースのルネサンスリュートは15本の弦を持つことになる。
弦は歴史的にはガット弦が用いられていた。低音弦としては、初め複数のガット弦をヒモのようによじったものが用いられていたが、音像が明瞭でなかった。これが低音のコースでオクターヴ調弦が用いられた理由とされる。17世紀前半には、鉛などの重金属をガットにしみ込ませ重くした低音弦が用いられていたとも言われている。17世紀中ごろにはガットの芯に細い金属製のワイヤーを巻き付けてつくったいわゆる「巻き弦」の使用が一般的になった。現代では、ガット以外に釣り糸などで一般的なナイロンやフロロカーボンといった合成繊維が弦として用いられることも多い。
なお、フランス語や英語などの "luthier" という言葉は、文字通りは「リュート制作家」を意味するが、ヴァイオリンやギターなど弦楽器の製作家一般も指す語である。

## 歴史と変遷

### ルネサンス初期まで
すでにサーサーン朝ペルシアにおいて、原型となる楽器が用いられていた。滴型の本体と後ろに折れたヘッドを特徴とし、基本的にリュートと同じ形をしている。四弦で、小さな撥を用いていたとされている。「バルバット」と呼称されていたらしく、これが西伝してリュートになったといわれる。一方、東伝したものは後漢の頃中国に入り、最初「胡琴」と呼ばれたが、ウイグル語からの音訳で琵琶となったらしい。奈良時代に日本にもたらされた。
リュートがヨーロッパに最初に現れたのは中世で、十字軍によって中東からもたらされたとする説や、スペインのイスラム教徒とキリスト教徒の分裂を横断して運ばれたという説などがある。当時のリュートは4コースまたは5コースで、撥で弾いていた。15世紀頃までのリュートは博物館等に残存しているものが少なく、その後のものに比べて楽器の形状や奏法、レパートリーなどについてはわからない点も多い。

### ルネサンス期
ルネサンス期になると、ポリフォニーが主流となり音楽が多音化した一方で、即興的な速いパッセージ（ディミニューション）が行われるようになった。このような音楽の演奏に有利なように、指で直接、または指にやわらかいパッドをつけたもの（現代のギターのようなツメではない）で弾くようになり、撥は廃れていった。16世紀頃からコースも6つをこえて増えていき、ルネサンスのリュートはソプラノ、アルト、テナー、バスなど、さまざまの大きさのものが作られたが、テナーリュートが最も一般的であった。
当時リュートはソロの楽器としても、また歌の伴奏や合奏でも広く使用されたと思われる。今日まで残るルネサンスリュートのオリジナル楽器の多くは16世紀頃に制作されたものであり、さまざまなコース数や大小のモデルを博物館などで見ることができる。このことから、この頃には宮廷や民衆の間でリュートは非常に人気の高い楽器であったことが推測される。この時代にはイタリア半島を中心に高い技術を持った工房がいくつも存在しており、これらの工房が製作した楽器は改造するなどして後年まで長く用いられたと言われる。
なお、イベリア半島ではリュートはあまり用いられず、ビウエラと呼ばれるギターによく似た形の楽器が主に使用されていたとされる。調弦は6コースのルネサンスリュートと同じであることから、ビウエラでリュートの作品を演奏すること、またその逆はつねに可能である。しかし、リュートとビウエラは楽器学上近親関係にある楽器とは見なされない。

### 末期ルネサンスから初期バロック

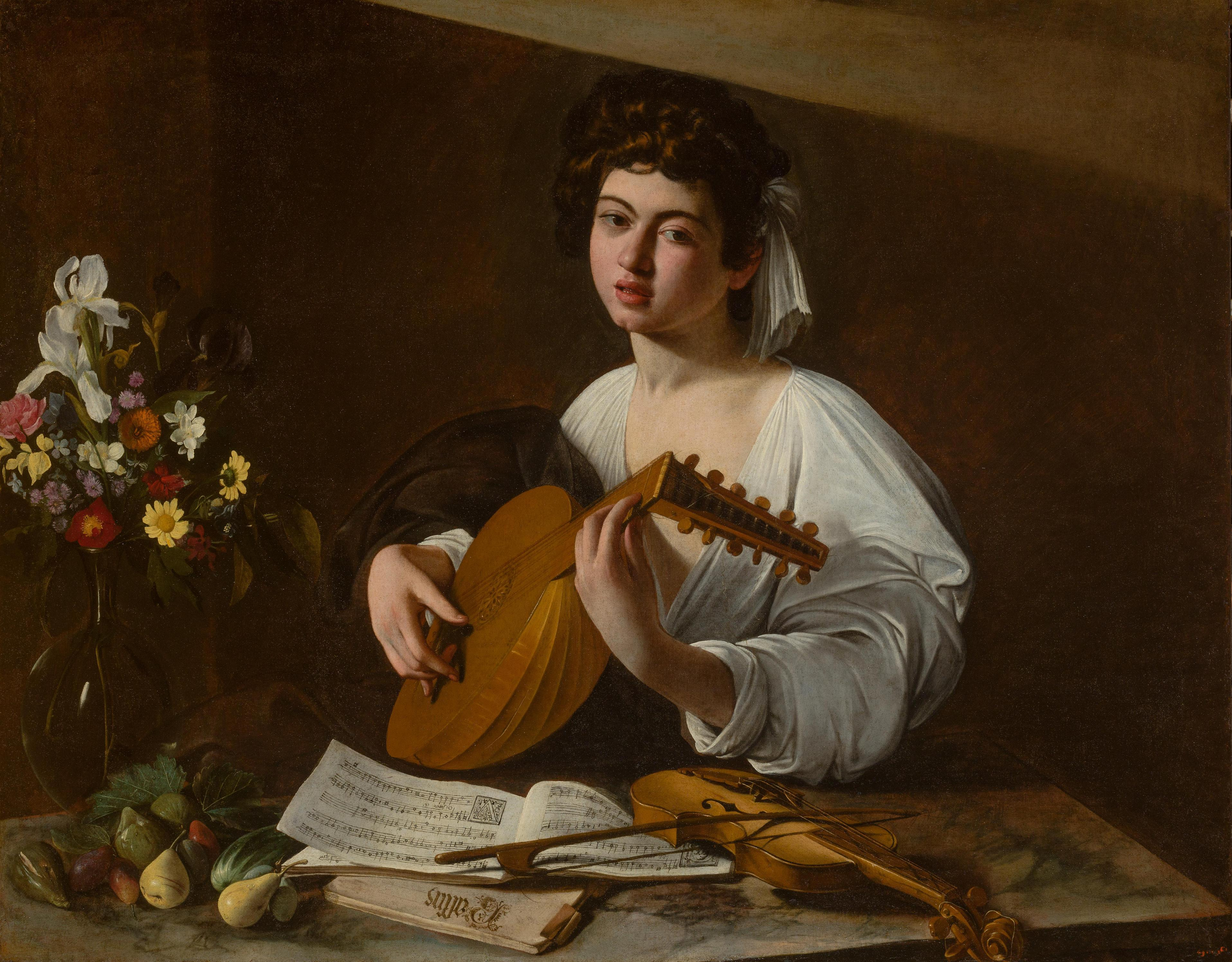
カラヴァッジォ作 「リュート奏者」 ("Der Lautenspieler" - The Hermitage, St. Petersburg)

ルネサンス末期に、フィレンツェのメディチ家宮廷のカメラータでいわゆるモノディ様式が誕生し、それまでと違ったいわゆる「第二作法」が広まるにつれて、伴奏楽器としてのリュートに対する要請の変化から新たなタイプのリュートがつくられるようになった。フィレンツェのカメラータでは、古代ギリシアの音楽の復興をその目的として活動していたが、古代ギリシアのリラ（lyre）に相当する楽器としてキタローネ（テオルボ）がつくられた。これはバスリュートのような大きなボディーのリュートのネックに長い竿状の拡張ネックをとりつけ、そこに長い弦を付加したもので、バスリュートよりも低く強い低音を実現させている。このような超低音はモノディの劇的な感情表現の表出に効果的であった。キタローネ（テオルボ）は通常14コースあって、すべてのコースは単弦で張られる。低音拡張弦には指板がなく、つねに開放弦で用いられた。
同時期に、拡張弦を持つ似たような楽器としてアーチリュートやリュート・アティオルバートがつくられている。テオルボやアーチリュートにはさまざまな大きさのオリジナル楽器があるため、これらの種類の楽器の標準は存在していなかったと思われ、テオルボとアーチリュートの楽器としての区別はしばしば曖昧であり、これらは単に調弦の違いと理解することもできる。
後期ルネサンス以降リュートは和音を演奏できる楽器であり、テオルボやアーチリュートは低音を演奏できる楽器でもあったため、その後のバロック期にはあらゆる場面でチェンバロとともに通奏低音の楽器として用いられた。

### バロック期
バロック期にもリュートは独奏楽器としてよくもちいられた。17世紀のフランスでは、スティル・ブリゼとよばれる独特の分散和音を用いた作品が作られた。フランスのバロック音楽ではそれまで以上に不協和音が複雑化し、2度の音程を多用するようになったため、コース数を増やし、コースの間の音程を狭くする調弦（バロック調弦、下記参照）が用いられるようになる。初期には11コース、その後13コースの楽器が用いられ、これらを今日ではバロックリュートと呼んでいる(但し、13コースに拡張された後も11コースの楽器はすぐに廃れず、ラウフェンシュタイナーやヴァイヒェンベルガー、ケルナーなどの多くのリュート奏者により18世紀の半ばくらいまで使用された)。これらの楽器はしばしば比較的大型のルネサンスリュートを改造してつくられた。17世紀後半から18世紀前半ドイツではテオルボ型の拡張弦をもつバロックリュートがつくられ、しばしば「ジャーマンテオルボ」と呼ばれるが、調弦の上ではバロックリュートの一種である。

### 衰退期
リュートはバロックの終焉とともに急速に衰退していく。その要因としては早く交代する和音への対応が困難であること、音量が小さいことなどが考えられる。その後リュートはハイドンの時代あたりまで生産され続けたが、やがて一般的な演奏用途からは完全に姿を消した。なお、ドイツではマンドーラと呼ばれる6コースの楽器が、リュートが全く廃れてしまった後も愛好された。そのあとドイツでは1850年ごろから1920年ごろにかけてマンドーラの子孫にあたるリュートギター（英語：en:lute guitar,ドイツ語：de:Gitarrenlaute）と呼ばれる単弦6弦でギターと同じ調律をする楽器が作られた。

### 現代
復興
20世紀の初頭、リュートは歴史的な楽器への関心の高まりによって復活する。古楽器の復元で知られるアーノルド・ドルメッチは、リュートやビウエラの再現も試みた。また、イタリアの作曲家オットリーノ・レスピーギによるオーケストラのための組曲『リュートのための古風な舞曲とアリア』（Ancient Airs and Dances）によってリュートは広く一般に知られるようになったとも言われる。『リュートのための古風な舞曲とアリア』の多くの部分は、音楽学者オスカル・キレゾッティ (Oscar Chilesotti) が所有していた（が紛失してしまった）ルネサンス期のリュート音楽の原稿をもとにしている。
歴史的楽器復興の動きは20世紀後半の古楽復興によってさらに加速された。初期のリュート研究家・演奏家としては、ドイツのヴァルター・ゲルヴィヒ、ケルン音楽大学のミヒャエル・シェーファー、ロンドン王立音楽大学のダイアナ・プールトン、バーゼル・スコラ・カントルムのオイゲン・ミュラー＝ドンボワ等が挙げられる。また、ジュリアン・ブリームなど、リュートの演奏を兼任するギター奏者も現れた。
今日では、ヨーロッパの多くの音楽大学がリュート科を設けており、録音や文献、楽譜も揃ってきた。また、アメリカや日本を含めた数多くの国で、リュートの協会が設立されている。日本人のリュート奏者も近年増えてきているため、国内でも、演奏会を聴きに行ったり、教室でリュートを習ったりすることができる。
オリジナルとコピー
リュート復興初期には、ギター製造の技術で形状だけをリュートのようにした疑似的なモデルが作られていた。
博物館や個人の蒐集で残存する歴史的な楽器を研究することによって、当時のリュートがどのような楽器であるか知ることができる。これらの歴史的楽器をオリジナル楽器という。20世紀後半の古楽復興ではさまざまの楽器に対してオリジナル楽器の研究が進み、これをコピーすることで往年の音を復元しようとした。これらコピー楽器はオリジナル楽器に基づいて設計されたことを含意してヒストリカル楽器などと呼ばれる。今日では、さまざまの個人制作家が幅広いモデルに基づいたヒストリカルなリュートを製作しており、制作家に依頼することで誰にでも入手可能である。
なお、オリジナル楽器のほとんどは経年劣化で演奏不可能になってしまっているが、一部には演奏可能なものもあり、非常に貴重である。また、博物館に残されている楽器には、象牙や鼈甲をはめ込んで装飾したり、時にはボディー自体を象牙でつくったような過剰に贅沢なものがしばしば見受けられる。これらは装飾的価値のために保存されたと思われるが、それが今日のヒストリカル楽器の製作に役立っている。

## レパートリー
現代に作曲された曲もわずかにあるが、レパートリーの大半は歴史的な写本や印刷物からのものである。多くの作品が古い楽譜の複製の形でリュート奏者の間に流通し、演奏されているが、歴史的な資料は膨大であり今日広く演奏されているのはほんの一部に過ぎない。伝統的なリュート音楽はほとんどがリュート用のタブラチュアで書かれている。

### 中世から初期ルネサンス
最も初期にはリュートは主にトルバドゥール（吟遊詩人）などが歌の伴奏として用いていたと思われている。前期ルネサンス時代には世俗の歌や宗教曲のメロディーを折り込んだ曲が即興的に演奏されていたと考えられているが、大部分は楽譜として残されていないため不明な点も多い。

### ルネサンス期
引き続き歌の伴奏として用いられる一方、リュートのみのソロやデュオが発達した。1507年には、フランチェスコ・スピナチーノの「リュートのためのタブラチュア」（Intabolatura de lauto）がヴェネツィアの独占出版業者であるオッタヴィアーノ・ペトルッチによって出版されたが、これが活版印刷で出版された最初のリュート用タブラチュア曲集であるといわれる。この中には、一部のスピナチーノのオリジナルとともにヨハネス・オケゲムやアレクサンダー・アグリコラ、ハインリヒ・イザーク、ジョスカン・デ・プレといった作曲家の有名なモテットやシャンソンなどのポリフォニー作品の編曲が多く含まれている。リュートのための独奏作品は、これら対位法的な作品の模倣から始まった。このような対位法的作品としてはフランチェスコ・ダ・ミラノのものが有名である。
スピナチーノの曲集の出版の翌年1508年にはホアン・アンブロジオ・ダルサのリュートタブラチュア集が、同じペトルッチの手で出版された。こちらには、パバーナやサルタレッロといった舞曲が多く含まれている。これら舞曲もルネサンス期のリュートの重要なレパートリーを形成した。これらペトルッチの手になるタブラチュア集によって、15世紀末までにはリュート奏者が高い音楽性とそれ以降と比べても遜色ない卓越した技術を持っていたことを知ることができる。
イギリスのリュート奏者ジョン・ダウランドは、リュート伴奏付きの独唱曲（リュートソング）とともに、リュートの特質を生かした多くの独奏曲を残したが、その多くはパヴァン、ガイヤルド、アルメインといった舞曲に基づいている。

### 初期バロック
ルネサンス末期に登場したモノディは、伴奏楽器、通奏低音楽器としてのキタローネのレパートリーを形成している。このような作品は多数作られたが、ジュリオ・カッチーニの「新音楽」（Le Nuove Musiche）や、クラウディオ・モンテヴェルディの「音楽の諧謔」（Scherzi musicali）などが特に有名である。モノディは後にオペラのレチタティーボやアリアに発展していき、テオルボやアーチリュートはヨーロッパ中のイタリア風バロックオペラのなかでこれら歌曲の伴奏楽器として用いられた。テオルボまたはアーチリュートの伴奏を伴ったモノディ様式は、リュートソングの伝統のあるイギリスで特に長く愛好された。
モノディとともに現れた第二作法はリュートの独奏曲にも影響を及ぼした。イタリアで活躍したリュート奏者ジョヴァンニ・ジローラモ・カプスペルガーやアレッサンドロ・ピッチニーニはキタローネやアーチリュートなど拡張低音弦を持ったリュートのための独奏曲を作曲した。彼らの作品の中でもトッカータはこの時代の新しい形式であり、オルガンやチェンバロの音楽の影響も色濃い。

### 盛期〜後期バロック、古典派
17世紀フランスでは、イタリアとは違ったリュート音楽が形成された。舞曲を中心としながらも、スティル・ブリゼとよばれる分散和音奏法を用いた独特の優雅な音楽を形成した。いくつかの舞曲を一組にする組曲が定着したのもこの頃である。分散和音による和声進行で生じる2度の掛留は4度を基本とするルネサンス調弦ではきわめて演奏が困難であるため、さまざまな新しい調弦法（スコルダトゥーラ）が試みられたが、「ニ短調調弦」と呼ばれる調弦法がやがて標準になった。スティル・ブリゼはバッハに至るまで続くフランス風後期バロックの音楽、特に鍵盤音楽に多大な影響を与えた。この時代では、ルネ・メッサンジョー、エヌモン・ゴーティエ、ドニ・ゴーティエ、シャルル・ムートン、ジャック・ガロー、ロベール・ド・ヴィゼーなどの作品が有名である。
17世紀のイギリスにおいてもリュートは依然として奏されていたが、フランスの影響が多大であり、フランス出身のジャック・ゴルティエが名声を博した。トーマス・メイスが著した『音楽の記念碑』（Musick's Monument）は、一部がリュートの教本になっており、当時の奏法を知る上で貴重な文献となっている。
17世紀末にはフランスやイギリスではリュートは急激に廃れていったが、18世紀にもドイツ周辺においては幾人かの優れたリュート奏者がいた。これらの地域でも始めはスティル・ブリゼの影響が大きかったが、ボヘミアの伯爵であったヤン・アントニーン・ロジーらの作品に見られるように、次第にイタリアのカンタービレ（歌うような）様式を取り込むようになった。ドイツのリュート音楽で最大の巨匠とされるのは、ドレスデンの宮廷で音楽家として最高給を得ていたシルヴィウス・レオポルト・ヴァイスであり、様式・技巧の面でバロックリュートを完成に導いた。また、リュートのコース数を13コースに拡張したのも、ヴァイスの創案によるものとされる。プロイセンの宮廷リュート奏者エルンスト・ゴットリープ・バロンは、ヨハン・マッテゾンのリュート批判に対する応酬として、リュートに関する重要な書物『楽器リュートの歴史的・理論的・実践的研究』（Historisch-Theoretische und Practische Untersuchung des Instruments der Lauten、邦題『リュート　―神々の楽器—』）を著述した。ヴァイスと同時代人のヨハン・ゼバスティアン・バッハもごく少数のリュート用と思われる作品を残しているが、残されている自筆譜はタブラチュアではなく通常の楽譜で記譜されている。このことから、バッハ自身はリュートは演奏しなかったという説が強い。
18世紀のイタリアでは、アントニオ・ヴィヴァルディが『リュート協奏曲 ニ長調 RV 93』と2つの三重奏曲を残し、今日では貴重なレパートリーとして演奏されている。
ヴァイス以降も全くリュートが弾かれなくなったわけではなく、アダム・ファルケンハーゲンやベルンハルト・ヨアヒム・ハーゲンらは高い水準のリュート曲を残した。あまり知られてはいないが、古典派音楽の時代においても、カール・コハウトなどニ短調調弦のリュートを弾く音楽家は存在した。近代以前の曲で、ニ短調調弦のリュートのために書かれた最後の曲と思われるのは、クリスティアン・ゴットリープ・シャイドラー（1752年～1814年）の『モーツァルトの主題による変奏曲』である。

## チューニングとピッチ

### ルネサンス調弦
リュートのチューニングは、ギターと同様4度を基本としており、6コースのルネサンスリュートでは1コースより、4度、4度、3度、4度、4度で調弦される（ギターと3度の位置が違うことに注意）。
今日では（テナーの）ルネサンスリュートは第1コースをgとし、以下、g-(d/d)-(A/A)-(F/F)-(C/C)-(G/G') のように調弦することが一般的であるが、歴史的には1コースをaにとる調弦も一般的であったとおもわれる。また、主に盛期ルネサンスでは第5コースの複弦をオクターヴに調弦することもあった。
7コース以上のルネサンスリュートおよび、アーチリュート（リュート・アティオルバート）では、1コース増えるごとに全音下の音を付け加えるのが原則となるが、7コースの楽器では第7コースを、8コースの楽器では第8コースを、第6コースの4度下（gから始まる調弦ならば(D/D')）に調弦することも多い。14コースのアーチリュートで第1コースをgに調弦すれば、最低音は F" に達する。
| 6コースリュートの調弦 | 8コースリュートの調弦 |

テオルボでは、弦長を長く稼いだため、第1コースと第2コースを上記調弦よりも1オクターヴ下げて調弦していた。このため、開放弦で2度の音程が現れ、中後期バロックの和声に対応しやすかったことが、テオルボが18世紀まで通奏低音楽器として用いられた理由の1つであると考えられる。
| テオルボの調弦 |

### バロック調弦
バロック調弦は、リュート奏法を追求していく過程で、既述の通りルネサンス調弦では演奏の難しい2度音程を多用する不協和音を使用するために考えられた変則調弦（スコルダトゥーラ）の1つである。今日バロックリュートの調弦といえばいわゆるニ短調調弦を指し、歴史上も17世紀中ごろからこの調弦が最も一般的となり事実上の標準として定着した。初期の変則調弦としては、山羊の調弦（ton de la Chèvre）やマーキュリーの調弦（ton du Mercure）などが有名である。
| 13コースバロックリュートの調弦 |

### ピッチ
今日では1点イ、すなわちaを440〜442Hzとするピッチがあらゆる楽器で一般的であるが、リュートが盛んに使われていた時期は地方や時代によってさまざまなピッチを使用していたことがわかっている。ある時期、ある地域で使用されていたピッチを知るのに最も分かりやすいのは、歴史的な管楽器やオルガンのパイプの長さを調べることである。なぜなら、たとえば管楽器では、ピッチはおおむね管の長さで決まってしまうからである。
リュートのような弦楽器では弦の太さや張力を変えることでさまざまなピッチに対応できるが、実際は楽器固有のピッチが存在している。同時代の書物に、リュートの1コースは「弦が切れない限りにおいて可能な限り強く」弦を張るように指示があるからである。弦が破断するか否かは、断面積あたりにかかる張力の限界値で物理的に決定され、これは弦の材質固有の値である一方、弦長が一定であれば断面積あたりの張力で音の高さも決定される。従って、当時弦楽器の弦として用いられていたガット弦の破断張力、比重などの物性を考慮に入れれば、楽器の弦長によってその楽器の1コースのピッチがおおむね決定できる。このようにして調べると、「楽器のピッチ」は実にさまざまであったということがわかる。なお、同様の論法はチェンバロなどの楽器にも適用できる。
現代の演奏では、a=440Hzの他に、バロック音楽では歴史考証上、または合奏のための実利的な事情などを考慮してa=415Hz、a=466Hz、a=392Hzなどが用いられる。これらはa=440Hzから平均律の半音刻みでずらしたピッチである。
リュートにはギアなどチューニングのための特別の仕組みはなく、調弦自体は特に難しくはないが、弦の数が多いのでとても面倒な作業になる。「私たちは楽器に向かう時間のうち半分をチューニングに使い、残りの時間で演奏する」という冗談が残されている。「リュート奏者は人生の三分の一を調弦に費やす」というものもある。チェンバロ奏者に関しても同様の調律に関する冗談がある。